# Georges Simon Serullas

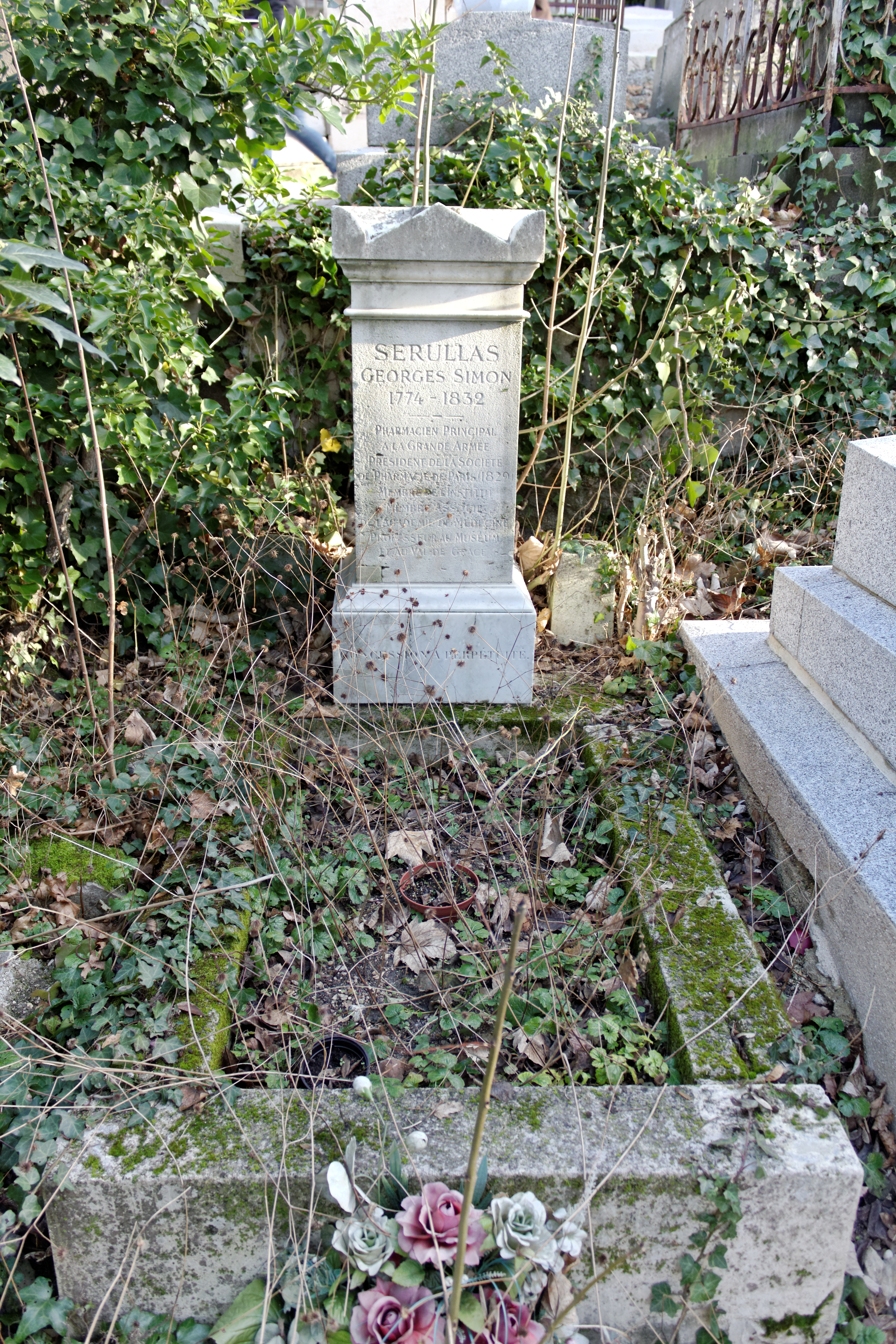
Grab auf dem Friedhof Père-Lachaise

Georges Simon Serullas (* 2. November 1774 in Poncin; † 25. Mai 1832 in Paris) war ein französischer Chemiker und Apotheker.
Serullas absolvierte eine Apothekerlehre und studierte Pharmazie bei Antoine Parmentier und Pierre Bayen. 1793 wurde er Apotheker bei der französischen Armee und kam mit der Grand Armee Napoleons (in der er Major wurde) bis nach Russland. 1814 wurde er Direktor der Pharmazie am Militärhospital in Metz und 1825 leitender Apotheker und Professor am Militärhospital Val-de-Grâce. Bald darauf wurde er Chemieprofessor am Jardin des plantes.
1822 stellte er Iodoform in dem ersten Beispiel einer Haloform-Reaktion her (verwendet als Antiseptikum). Er stellte 1828 Cyanursäure und 1827 Cyanamid (in Totalsynthese), Cyanurchlorid und Ethylbromid her und 1830 als Erster Iodsäure, die er zur analytischen Trennung von Natrium und Kalium benutzte. Serullas entwickelte ein technisches Verfahren zur Kaliumchlorat-Herstellung. Er stellte als einer der Ersten synthetisch Alkohol her.
1829 wurde er Präsident der Société de Pharmacie de Paris und im selben Jahr wurde er in die Academie des Sciences aufgenommen. 1831 wurde er korrespondierendes Mitglied der Russischen Akademie der Wissenschaften.